# Eleutherobia splendens
Eleutherobia splendens är en korallart som först beskrevs av Thomson och Dean 1931.  Eleutherobia splendens ingår i släktet Eleutherobia och familjen läderkoraller. Inga underarter finns listade i Catalogue of Life.